# Миннебаев, Ринат Ягфарович
Миннебаев Ринат Ягфарович (род. 24 января 1964 года) — график. Заслуженный художник Республики Башкортостан (2006). Заслуженный деятель искусств РТ (2010). Член Союза художников РФ с 1995 года. Член Международной Академии графики (Санкт-Петербург) с 2004 года.

## Биография
Миннебаев Ринат Ягфарович родился 24 января 1964 года в Уфе.
В 1986 году окончил художественно-графический факультет БГПИ.
Живёт и работает в г. Уфе. Преподаёт в Уфимском училище искусств. В Уфимской академии фотомастерства ведёт курс «Школа основ». Работает в стиле digital-print, в стиле фотографики, полимерной гравюры, в металле.
Принимал участие в этнографических и археологических экспедициях в Монголии, Хакасии, Бурятии, Тыве, Южном Урале, Киргизии.
Картины художника хранятся в БГХМ им. М. В. Нестерова (Уфа), Ирбитском МИИ (Свердловская обл. РФ), Новосибирском ГХМ, МНК НКЦ «Казань» (Казань, РТ), ГСИ «АЯ» (Курск), КГ «Стерх» (Сургут, Тюменская обл. РФ), Национальном музее РБ (Уфа), Музее графики г. Брунека (Италия), ГИ г. Альбано (Италия), Галерее графики малых форм г. Пекина (Китай), Галерее Университета штата Огайо «Северный» (США).

## Работы
Серия работ, посвящённая геоглифам (рисункам на земле). На листах из бумаги ручного литья метрового размера Ринат Миннебаев документально воспроизвёл ландшафтные схемы городов мира с высоты птичьего полёта: Санкт-Петербург, Бразилиа, Лас-Вегас, Дубай, Аркаим, Москву и Пекин.
Печатная графика — серии «Мегалиты», «Терра».
Особое место в творчестве художника занимает серия "Рождение мифа", состоящего из 6 связанных между собой единым творческим замыслом работ о сотворении мира (2002-2005 гг.). Данная серия также выполнена на бумаге ручного литья по авторской рецептуре. Серия работ активно выставлялась на международных выставках и занимала призовые места. В 2007 году была выкуплена частным коллекционером.

## Выставки
Миннебаев Ринат Ягфарович — участник республиканских, региональных, межрегиональной, всероссийских, международных и зарубежной выставок с 1988 года.
Персональные выставки в Уфе, Москве, Санкт-Петербурге, Сургуте, Нижневартовске, Абакане, Екатеринбурге, университете американского штата Огайо.

## Награды и звания
- Заслуженный художник Республики Башкортостан (2006)
- Заслуженный деятель искусств Республики Татарстан (2010)
- Государственная республиканская молодёжная премия им. Ш. Бабича (1998) — за серию графических работ «Лесные боги», «Гипербореи».
- Диплом и премия I Всемирной выставки графики малых печатных форм и экслибриса (1998, Пекин, Китай);
- II премия и серебряная медаль II Уральской Триеннале станковой печатной графики (1998, РБ, Уфа);
- Диплом Международной Биеннале экслибриса (1998, Альбенга, Италия);
- III премия и бронзовая медаль I Новосибирской Международной Биеннале графики (1999),
- III премия и бронзовая медаль III Международной Уральской Триеннале печатной графики (2001, РБ, Уфа);
- Диплом Международного артфестиваля «Тенгри-Умай» (2002, Алматы, Казахстан);
- I премия и золотая медаль IV Международной Уральской Триеннале печатной графики (2004, РБ, Уфа);
- I премия Второй независимой Международной Биеннале графики «Белые Интерночи» (2004, Санкт-Петербург);
- Лауреат Международного конкурса графики, посвященного 10-летию журнала «Художественный Совет» («Artcouncil»; 2006, Москва).